# Letters from Home (filme)
Letters from Home é um curta metragem de 15 minutos dirigido pelo diretor canadense Mike Hoolboom. A história segue-se sobre uma comunidade de arte que entrega mensagens para pacientes com AIDS. Ao longo do curta, vários vídeos caseiros encontrados e imagens de outros filmes aparecem. Letters from Home foi bem recebido e ganhou vários prêmios, incluindo o de melhor curta metragem Canadense, em 1996, no  Toronto International Film Festival.